# Glazialmorphologie
Die Glazialmorphologie beschreibt und erklärt den Aufbau und die Entstehung der Oberflächenformen, die durch Gletscher und deren Schmelzwässer entstehen.

## Etymologie
Glazialmorphologie ist ein Worthybrid, es ist eine Zusammensetzung aus Wörtern sowohl griechischen als auch lateinischen Ursprungs. „Glazial“ leitet sich vom lateinischen Wort „glacies“ ab und bedeutet Eis, metonymisch nicht selten Sprödigkeit oder Härte. „-morphologie“ ist wiederum griechischen Ursprungs: „-morph-“ stammt vom griechischen μορφή, morphé = Gestalt oder Form, „-logos“ von λόγος, lógos = Wort, Lehre, Vernunft.
Das Wort als ganzes betrachtet bedeutet somit die „Lehre von den Eisformen“, damit sind die Gletscher und anderen Eisvorkommen, und deren geophysikalischen Spuren, gemeint.

## Aufbau von Gletschern
Gletscher bestehen grundsätzlich aus einem Nährgebiet (= Akkumulationsgebiet) und einem Zehrgebiet (= Ablationsgebiet), wobei Ersteres in Höhenlagen liegt, in denen mehr Schnee fällt als abtaut bzw. sublimiert. Der Gletscher geht unterhalb der Schnee- oder Firnlinie in das Zehrgebiet über, wo mehr Eis schmilzt als entsteht (= Ablation).
Gletscheroberflächen sind meist durch zahlreiche Spalten zerrissen, die durch die Bewegung des Gletschers entstehen, die wiederum durch die Regelation ermöglicht wird. Querspalten finden sich dort, wo der Gletscher über Hindernisse wie Felsblöcke unter dem Eis fließt oder wenn der Untergrund steiler wird, das Gletschereis fließt dann an der Oberfläche schneller und reißt auf. Randspalten finden sich dort, wo der Gletscher im Zentrum schneller fließt als am Rand und so das Eis dort aufreißt, ähnlich der Wasserverwirbelungen, die bei Flüssen am Rand auftreten. Randklüfte hingegen entstehen, wenn das Gletschereis bedingt durch die Aufheizung des umliegenden Gesteins am Rande des Gletschers verstärkt abschmilzt. Längsspalten befinden sich meist an der Stirnseite des Gletschers, im Bereich der Gletscherzunge, wo er breiter wird und das Eis mehr Platz hat sich seitwärts auszubreiten und sich auffächert.

## Moränen

Gletscherspuren

Die Gesamtheit des von einem Gletscher transportierten Materials nennt man Moräne. Als fester Körper können Gletscher alle Korngrößen, vom Ton über Sand bis hin zu großen Blöcken (Findlinge) transportieren. Weiterhin kann Gletschereis sehr viel Material aufnehmen, so dass die Transportleistung ebenfalls sehr groß ist. Im Unterschied zu den Ablagerungen des Wassers sind die Gesteinsmaterialien in Moränen unsortiert und meist ungeschichtet.
Der Begriff Moräne wird in verschiedenen Zusammenhängen verwendet.
- Einerseits bezeichnet man so das Material, welches ein aktiver Gletscher gerade transportiert. Je nach der Lage im oder am Gletscher unterscheidet man dabei Ober-, Innen-, Seiten-, Mittel-, Unter- oder Stirnmoränen. Dieses Material ist noch in Bewegung. Während bei Talgletschern und verwandten Gletschertypen alle Moränenarten auftreten können, haben die dem Eisschild verwandten Gletscher für gewöhnlich nur Untermoränen. Die anderen Moränenarten entstehen meist durch Steinschlag von überragenden Talflanken. Das Material bleibt dann auf dem Gletscher liegen oder kann auch durch das Fließen des Eises in den Gletscher eingearbeitet werden.
- Andererseits werden auch vom Gletscher abgelagerte, und sich damit nicht mehr bewegende Sedimente und Formen als Moräne bezeichnet. Kann man noch erkennen, wo sie im Vergleich zum Gletscher transportiert wurden, benutzt man für Talgletscher die gleichen Begriffe wie für die aktiven Moränen.
- Die Begriffe Grundmoräne und Endmoräne werden meist nur noch auf die entsprechenden Formen angewandt. Das Sediment der Grundmoräne hingegen wird als Geschiebemergel oder Till bezeichnet.

## Moränenarten
Seitenmoränen begleiten schon im oberen Teil eines Trogtales den Gletscher. Er lagert das auf ihn niederstürzende Gestein seitlich ab und schiebt es talwärts. Dabei ordnet sich der Schutt zu Wellen an, die das strömende Eis flankieren. Beim Zusammenfluss von Gletscherzungen (Konfluenz) werden die am inneren Rand liegenden Seitenmoränen zur Mittelmoräne vereinigt. Sie trennt die aus den verschiedenen Ursprungsgebieten stammenden Eisströme voneinander und bleibt als Schuttwall im Gletscher erhalten. Während sich bei einem Fluss die einmündenden Wasser sehr schnell vermischen, fließt das Gletschereis bei den sogenannten zusammengesetzten Gletschern nebeneinander her.
Die Endmoräne (= Stirnmoräne) ist ein Schuttwall am Ende des Gletschers, halbkreisförmig die Gletscherzunge umgebend. Voraussetzung für die Bildung einer solchen Moräne ist jedoch, dass der Gletscher über längere Zeit am gleichen Platz hält, dass er stationär ist. Stößt der Gletscher immer wieder vor, wird die Endmoräne gestaucht und zusammengeschoben (Stauchmoräne). Der dem Gletscher zugekehrte Hang ist hier steiler als die Außenseite des Moränenwalls.
Schmilzt ein Gletscher ab, können mehrere Moränenwälle entstehen, wenn längere Haltephasen eingeschaltet sind. Endmoränen wirken wie Staudämme (sie sind oft bis zu 200 m hoch), viele Seen des Alpenvorlandes und der Alpen sind zusammen mit der ausschürfenden Kraft der Gletscher entstanden, weil sich die Becken mit Wasser gefüllt haben.
Die Untermoräne (Grundmoräne) findet man an der Unterseite eines Gletscherstroms, wo besonders viel Gesteinsmaterial transportiert wird. Der Schutt stammt von der Oberfläche des Gletschers, wo er durch allmähliches Hinuntersinken den Grund des Eisstromes erreicht oder direkt von dem Material, das der Gletscher aus dem Untergrund herausschrammt. Die Gesteinsstücke der Grundmoräne sind intensiver kantengerundet als die aus anderen Moränen, auch ist der Anteil an feinen Körnergrößen höher, jedoch finden sich auch große Felsbrocken (Findlinge).

## Ablagerungen und Formen des Schmelzwassers
Die Formen und Ablagerungen des Schmelzwassers (Fachausdruck: glazifluvial) werden nicht als Moränen bezeichnet.
Schmelzwasser bildet im Gletscher Systeme von Kanälen, Rinnen und Schächten unter dem Eis, es vereinigt sich am Grund des Gletschers und tritt dann am Gletschertor wieder zu Tage. Meist ist es mit Gesteinsmehl vermischt, sodass es eine weiße bis graue Farbe besitzt, es wird daher Gletschermilch genannt. Außer durch Schmelzen kann der Gletscher auch durch Abbrechen von Eisbrocken an Substanz verlieren, dies geschieht, wenn der Gletscher in einen See oder ins Meer mündet. Man nennt diesen Vorgang „Kalben“.